# Jonathan Tweet

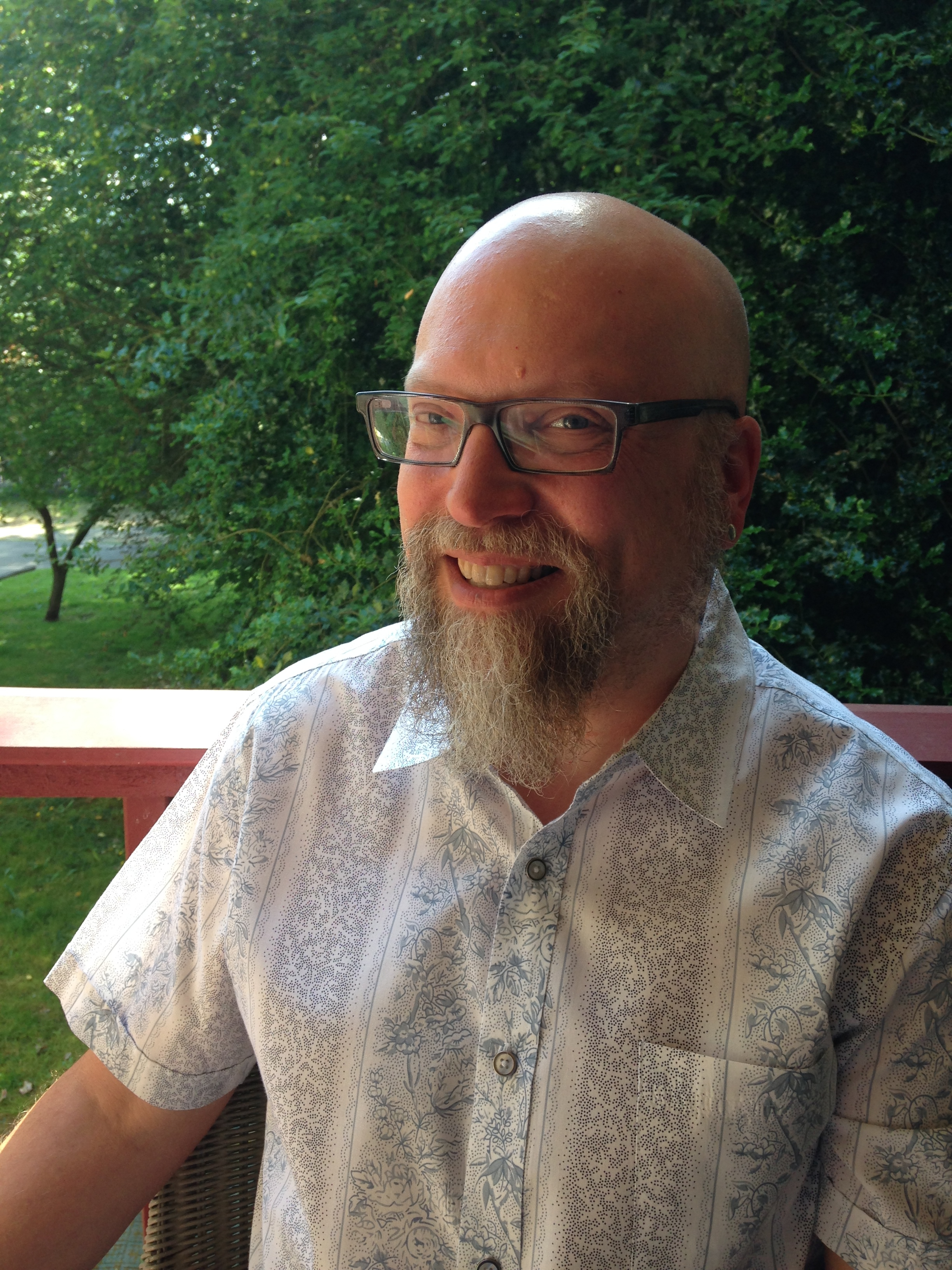
Jonathan Tweet 2014

Jonathan Tweet ist ein Spieldesigner, der an der Entwicklung der Rollenspiele Ars Magica, Everway, Over the Edge, Talislanta und der dritten Edition von Dungeons & Dragons beteiligt war und in der Miniaturenabteilung von Wizards of the Coast gearbeitet hat. 2007 wurde er in die Hall of Fame des Origins Award aufgenommen.
Auf seiner Webseite finden sich viele kurze kulturelle und politische Essays. Ein besonderer Schwerpunkt sind Religion und Atheismus.

## Belege
1. ↑  Hall of Fame auf originsawards.net, abgerufen am 27. Januar 2021.